# Auguste Comte
Isidore Marie Auguste François Xavier Comte (pronunciación en francés: /o'ɡyst kɔ̃t/ (escucharⓘ); Montpellier, 19 de enero de 1798-París, 5 de septiembre de 1857) fue un filósofo francés, y escritor que formuló la doctrina del positivismo. A menudo se le considera como el primer filósofo de la ciencia en el sentido moderno del término. Las ideas de Comte también fueron fundamentales para el desarrollo de la sociología; de hecho, inventó el término y trató esa disciplina como el logro supremo de las ciencias.
Influenciado por el socialista utópico Henri de Saint-Simon, Comte desarrolló la filosofía positiva en un intento de remediar el desorden social causado por la Revolución francesa, que creía indicaba una transición inminente a una nueva forma de sociedad. Buscó establecer una nueva doctrina social basada en la ciencia, a la que denominó "positivismo". Tuvo un gran impacto en el pensamiento del siglo XIX, influyendo en el trabajo de pensadores sociales como John Stuart Mill y George Eliot. Su concepto de Sociología y evolucionismo social marcó la pauta para los primeros teóricos sociales y antropólogos como Harriet Martineau y Herbert Spencer, evolucionando hacia la sociología académica moderna presentada por Émile Durkheim como investigación social práctica y objetiva. 
Las teorías sociales de Comte culminaron en su "Religión de la Humanidad", que presagió el desarrollo de organizaciones humanistas religiosas no teístas y humanistas seculares en el siglo XIX. También pudo haber acuñado la palabra altruisme (altruismo).

## Biografía
Comte nació en Montpellier, Francia el 19 de enero de 1798.  Después de asistir al Lycée Joffre y luego a la Universidad de Montpellier,  fue admitido en el École polytechnique en la ciudad de París. La École Polytechnique era conocida por su cercanía de médicos de la ciudad. Cuando la École fue reabierta, Comte no solicitó la readmisión.    
Tras su regreso a Montpellier, mantendría diferencias irreconciliables con su familia, partidarios de la monarquía y de fuertes convicciones católicas, por lo que se ganaría la vida con pequeños trabajos, «dando clases de matemáticas, mientras estudiaba anatomía y fisiología en la facultad de Medicina». En agosto de 1817, encontró un apartamento en París donde viviría hasta 1822.  Ese mismo año, se convirtió en el secretario y alumno de Henri de Saint-Simon, que a su vez, pondría a Comte en contacto con la sociedad intelectual y por ende, terminaría influenciado por él.  Comte trabajó con Saint- Simon por siete años hasta que se separaron por diferencias irreconciliables entre ambos.
Junto con Augustin Thierry, fue secretario del conde Henri de Saint-Simon durante siete años y ambos se separaron de él, debido a las muchas discrepancias que surgieron, entre ellas destaca el intento de Saint-Simon de atribuirse la obra Plan des travaux scientifiques nécessaires pour réorganiser la société, en la que Comte desarrolló su teoría general, diacrónica y heurística de la ley de los tres estados. Después de esta ruptura, Comte inició una etapa que calificó de «higiene cerebral» para alejarse de la influencia de las ideas de Saint-Simon.
Comte contraería matrimonio con Caroline Massin en 1825.  En 1826, Comte fue llevado a un hospital de rehabilitación, pero luego se iría sin haberse recuperado del todo - solo estabilizado por el psiquiatra francés Jean Étienne Dominique Esquirol - para luego continuar trabajando en sus obras (aunque luego trataría de suicidarse en 1827, intentando saltar del Pont des Arts). Su mejor amigo fue John Stuart Mill.
Publicó cuatro volúmenes de Système de politique positive (1851-1854). Su obra final, el primer volumen de La Synthèse Subjective ("La síntesis subjetiva"), se publicó en 1856. Comte murió en París el 5 de septiembre de 1857 a causa de un cáncer de estómago y fue enterrado en el famoso cementerio del Père Lachaise, rodeado de cenotafios en memoria de su madre, Rosalie Boyer, y Clotilde de Vaux. Su apartamento de 1841 a 1857 se conserva ahora como Maison d'Auguste Comte y se encuentra en el número 10 de la rue Monsieur-le-Prince, en el sexto distrito de París.

El lema Ordem e Progresso ("Orden y progreso") en la bandera de Brasil está inspirado en el lema del positivismo de Auguste Comte: L'amour pour principe et l'ordre pour base; le progrès pour but ("Amor como principio y orden como base; Progreso como meta").

Creó la palabra altruismo en función de lo cual vivió: dio clases gratis de astronomía y escribió una enciclopedia de varios tomos. Su filosofía tuvo gran influencia, incluso en la fundación de países, como es el caso de Brasil, en cuya bandera se lee orden y progreso, parte de la tríada filosófica de Comte (altruismo, orden, progreso).

## Filosofía
La filosofía de Comte se encuentra con la revuelta moderna contra los antiguos que inició Francis Bacon y consistió, a grandes rasgos, en la asunción de la razón y la ciencia como únicas guías de la humanidad capaces de instaurar el orden social sin apelar a lo que él considera oscurantismos teológicos o metafísicos.
La evidente intención de reforma social de su filosofía sin embargo, tiende a una postura conservadora y contrarrevolucionaria en claro enfrentamiento con las propuestas ilustradas de Voltaire y Jean-Jacques Rousseau.
Tomando como trasfondo la Revolución francesa, Comte acusa a estos dos autores de generar utopías metafísicas irresponsables e incapaces de otorgar un orden social y moral a la humanidad.
La idea básica de Comte era que todas las ciencias formaban una jerarquía, de manera que cada eslabón dependía del anterior de acuerdo a la complejidad de los fenómenos estudiados. En la base estaban las matemáticas, seguida de la mecánica, la física, la química, la biología y por último, encabezando la pirámide de las ciencias se encontraba la Ciencia de la Sociedad; la Sociología. Comte vio en esta ciencia las respuestas a los problemas del hombre y la sociedad.
Los problemas sociales y morales han de ser analizados desde una perspectiva científica positiva que se fundamenta en la observación empírica de los fenómenos y que permita descubrir y explicar el comportamiento de las cosas en términos de leyes universales susceptibles de ser utilizadas en provecho de la humanidad.
Comte afirma que solo la ciencia positiva o positivismo podrá hallar las leyes que gobiernan no solo la naturaleza, sino nuestra propia historia social, entendida como la sucesión y el progreso de determinados momentos históricos llamados estados sociales.

### La familia como unidad social
En su Curso de filosofía positiva (1830 - 1842), el filósofo francés Auguste Comte llevó a cabo una defensa de la familia que no estaba basada tan solo en los sentimientos. La filosofía "positivista" de Comte sostiene la idea de que para llegar a comprender realmente la sociedad, los únicos datos válidos provienen de los sentidos y del análisis lógico de esos datos. La sociedad, asegura, actúa según las leyes, al igual que el mundo físico de las ciencias naturales. Es tarea del sociólogo estudiarla y obtener algo de dichas leyes.

Resulta crucial tener en cuenta las leyes en general y no obsesionarse con opiniones individuales idiosincráticas. 
"El espíritu científico no nos deja contemplar la sociedad como formada por individuos: La verdadera unidad social es la familia". 
La sociedad se constituye sobre los cimientos de la familia: Una ciencia social que atienda las exigencias de los individuos está condenada al fracaso. También es dentro de la familia donde se pone freno a los caprichos personales para el bien de la sociedad. El impulso de los seres humanos son los instintos personales y los sociales. 
"En una familia, ambos tipos de instintos se combinan y se concilian; la familia también ejemplifica el principio de subordinación y de cooperación mutua".
Comte enfatiza los lazos sociales, pero no comulga con el socialismo: Los marxistas que están a favor de la abolición de la familia están, según él, a favor de la destrucción de la sociedad.

### Características de la filosofía positiva
La filosofía positiva como tipo de conocimiento propio del último de los tres estados de la sociedad. Se define por oposición a la filosofía negativa y crítica de Rousseau y Voltaire (postura a la que Comte atribuye los males de la anarquía y la inseguridad social que caracterizan al período posrevolucionario).
El término «positivo» hace referencia a lo real, es decir, lo fenoménico dado al sujeto. Lo real se opone a todo tipo de esencialismo, desechando la búsqueda de propiedades ocultas, características de los dos primeros estados.
Lo «positivo» tiene como características el ser útil, cierto, preciso, constructivo y relativo (no relativista) en el sentido de no aceptar ningún determinismo absoluto a priori.
Se podría afirmar también que la filosofía positivista lo que hace es basar su conocimiento en lo positivo, o sea en lo real, dejando a un lado las teorías abstractas como la del materialismo, al considerarlas como metafísicas.
Comte plantea tres estados del conocimiento humano: un estado teológico, un estado metafísico (concreto / abstracto) y un estado positivo, el más deseado y al que en teoría deberían tender los dos anteriores, ya que basa el logro del conocimiento en la razón aplicada.
En fin, lo que busca la Filosofía positiva de Augusto Comte es una reorganización social, política y económica en el contexto de la Revolución Industrial y Francesa.

### Religión de la Humanidad

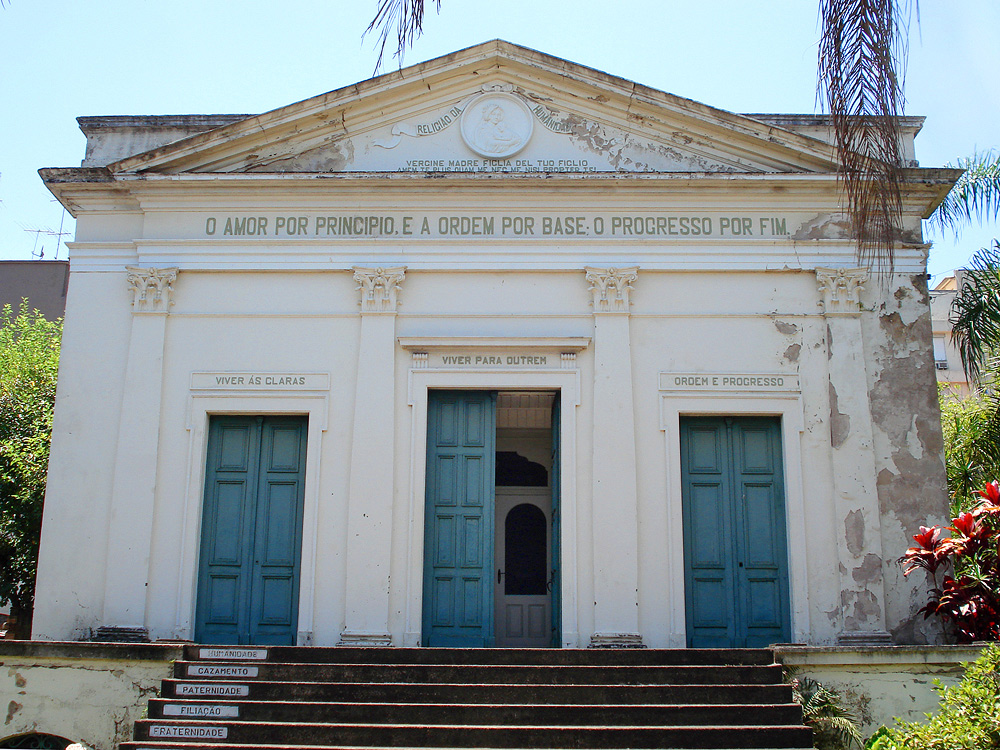
Templo positivista en Porto Alegre.

En años posteriores, Comte desarrolló la Religión de la Humanidad para que las sociedades positivistas cumplieran la función cohesiva que alguna vez tuvo el culto tradicional. En 1849, propuso una reforma del calendario llamada "calendario positivista". Para el colaborador cercano John Stuart Mill, era posible distinguir entre un "buen Comte" (el autor del Curso de Filosofía Positiva) y un "mal Comte" (el autor del sistema secular-religioso). El sistema no tuvo éxito, pero se encontró con la publicación de El origen de las especies de Darwin (1859) para influir en la proliferación de varias organizaciones humanistas seculares en el siglo XIX, especialmente a través del trabajo de secularistas como George Holyoake y Richard Congreve. Aunque los seguidores ingleses de Comte, incluidos George Eliot y Harriet Martineau, rechazaron en su mayor parte toda la sombría panoplia de su sistema, les gustó la idea de una religión de la humanidad y su mandato de "vivre pour autrui" ("vivir para los demás"), de donde proviene la palabra "altruismo".

## Legado

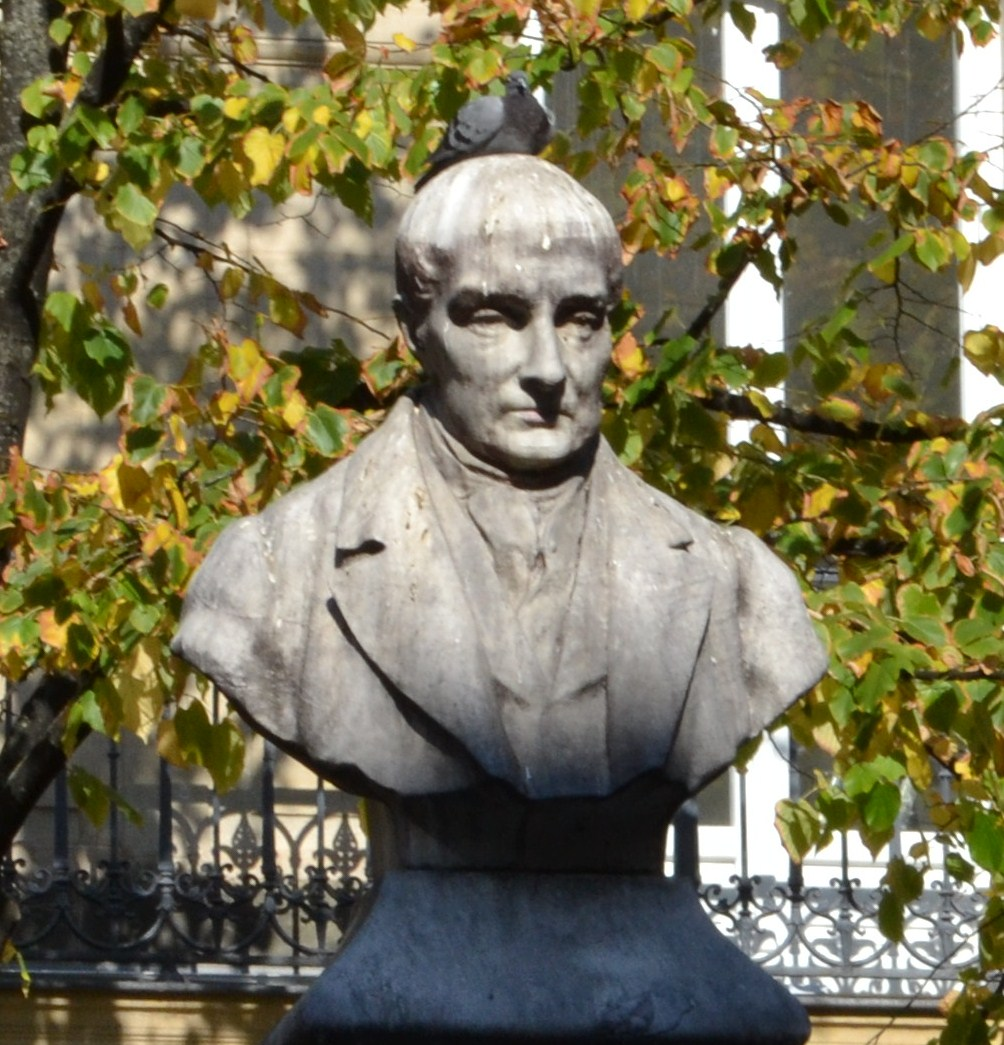
Busto de Auguste Comte en la plaza de la Sorbona, en París.

La idea de una ciencia especial centrada en lo social –la «sociología»– fue prominente en el siglo XIX y no únicamente para Comte. La ambición –algunos dirían grandiosidad– con la que Comte la concibió fue, de todos modos, extraordinaria.
Comte vio esta nueva ciencia, la sociología, como la última y la más grande de todas las ciencias, una ciencia que incluiría todas las ciencias, las cuales integrarían y relacionarían sus hallazgos en un todo cohesionado.
Sus más importantes legados residen en la creación de la enciclopedia actual; la fundación del positivismo (filosofía entretejida en la cultura occidental de tal forma que no la distinguimos por lo cotidiano de su uso, tal como es la forma de organizar las universidades, la forma en la que vemos a la ciencia como la real fuente de progreso de la humanidad, etc.); la creación de la palabra altruismo y la forma de vida asociada a esta... Es, en pocas palabras, el padre del pensamiento sobre el que los hombres de ciencia rigen sus vidas y, por medio de estas, aceleraron el progreso de la humanidad como nunca antes se había logrado, progreso científico sobre el que se sustenta nuestra civilización altamente tecnificada. 

## Obras principales
- Curso de filosofía positiva. Cours de philosophie positive. 6 vols. 1830-1842.
- Discurso sobre el espíritu positivo (Discours sur l'esprit positif). 1844. Hay varias traducciones al español:
  - Discurso sobre el espíritu positivo. Traducción de Maximio S. Victoria. Buenos Aires, Biblioteca Racionalista Francisco Bilbao, Tomo IV, 1924.
  - Discurso sobre el espíritu positivo. Versión y prólogo de Julián Marías. Madrid, Alianza Ed., Madrid, 1980. ISBN 84-206-1803-9.
  - Discurso sobre el espíritu positivo. Traducción de Consuelo Berges. Prólogo de Antonio Rodríguez Huéscar. Buenos Aires, Aguilar, 1965.
  - Discurso sobre el espíritu positivo. Edición y traducción de Eugenio Moya. Madrid, Biblioteca Nueva, 1999 D.C.
- Système de politique positive, ou Traité de sociologie, instituant la religión de l'humanité. (Sistema de política positiva). 4 vols. 1851-1854.
- Catéchisme positiviste, ou Sommaire exposition de la religión universelle, en onze entretiens systématiques entre une femme et un prêtre de l'humanité. 1852.
- Curso de Filosofía Positiva. 1851.